# Emmanuel Carrère

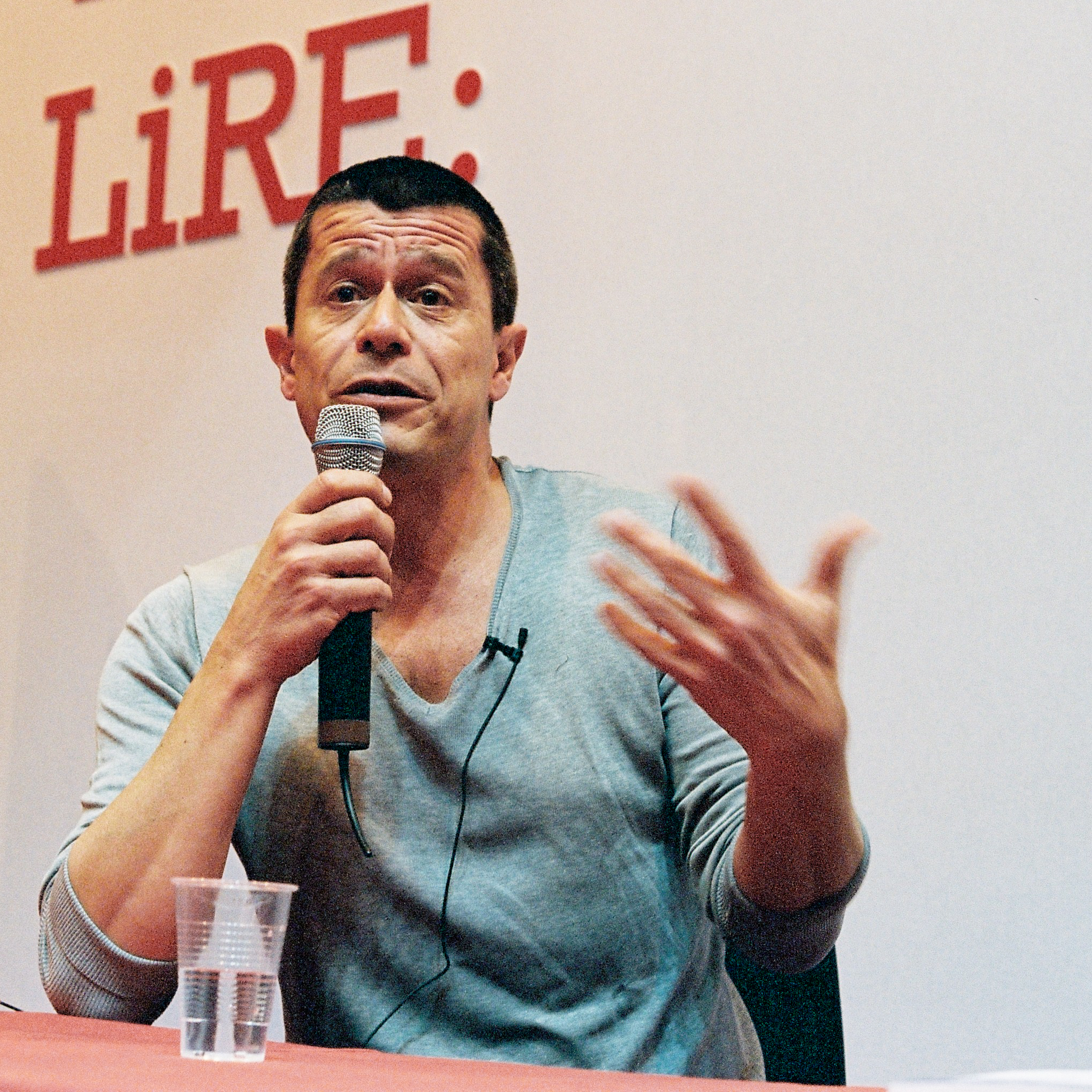
Emmanuel Carrère

Emmanuel Carrère, född 9 december 1957 i Paris, är en fransk författare, manusförfattare och regissör.
Han har blivit omtalad bland annat för boken "Himmelriket" - en spekulativ roman om den tidiga kristendomens historia - som blev en stor succé i Frankrike. Carrère upplevde en omvändelse och var under några år präglad av en intensiv kristen tro som han senare övergav. Boken beskriver denna inre resa samt bearbetar Nya testamentets texter - nu som en tvivlande agnostiker.